# Gentamycyna
Gentamycyna – organiczny związek chemiczny, antybiotyk aminoglikozydowy o działaniu bakteriobójczym, wykazujący działalność jedynie wobec bakterii tlenowych, zwłaszcza pałeczek Gram-ujemnych. Produkt promieniowców z rodzaju Micromonospora.

## Spektrum działania
- Enterobacteriaceae
- Campylobacter(inne języki)
- Brucella
- Pasteurella(inne języki)
- Francisella(inne języki)
- Pseudomonas aeruginosa
- Acinetobacter
- Staphylococcus
- niektóre szczepy Streptococcus i Enterococcus – w skojarzeniu w z β-laktamami
- Listeria monocytogenes i Actinomyces(inne języki) – umiarkowana aktywność

## Mechanizm działania
Mechanizm działania gentamycyny, podobnie jak innych aminoglikozydów, polega na blokowaniu syntezy białek bakteryjnych. Antybiotyk ten wiąże się nieodwracalnie z miejscem A rybosomu, uniemożliwiając bakterii włączanie nowych aminokwasów do powstającego białka. Działanie jest uzależnione od wniknięcia leku do wnętrza komórki bakteryjnej, w którym znajdują się rybosomy.

## Wskazania
- posocznica
- zakażenia układu moczowego i dróg oddechowych
- zapalenie wsierdzia
- zapalenie otrzewnej
- zakażenia kości, skóry i tkanek miękkich
- profilaktycznie w chirurgii w okresie okołooperacyjnym
- okulistyka:
  - zapalenie powiek, dróg łzowych
  - zapalenie spojówek
  - zapalenie rogówki i jej owrzodzenie
  - zapalenie przedniego odcinka błony naczyniowej oka
  - profilaktycznie przed zabiegami na gałce ocznej

## Przeciwwskazania
- nadwrażliwość na gentamycynę lub inne aminoglikozydy
- niewydolność nerek
- myasthenia gravis
- choroba Parkinsona
- zaburzenia słuchu

## Działania niepożądane
- nefrotoksyczność:
  - zwiększenie stężenia mocznika i kreatyniny we krwi
  - białkomocz
  - skąpomocz
  - krwinkomocz
  - wałeczkomocz
  - martwica kanalików nerkowych
- ototoksyczność:
  - szum w uszach
  - zawroty głowy
  - odwracalne uszkodzenie przedsionka ucha wewnętrznego
  - odwracalne uszkodzenie błędnika
  - rzadko utrata słuchu
- neurotoksyczność
  - niekiedy blokada nerwowo-mięśniowa
- osutka
- hipomagnezemia
- hipokalcemia
- hipokaliemia
- nudności, wymioty
- bóle i osłabienie mięśni
- zaburzenia hematologiczne
- zwiększenie aktywności aminotransferaz i stężenia bilirubiny
- miejscowe po podaniu do worka spojówkowego:
  - pieczenie
  - zaczerwienienie
  - uczucie ciała obcego

## Preparaty
- preparaty proste:
  - Gentamycin
  - Gentamytrex
- preparaty złożone:
  - Bedicort G – betametazon + gentamycyna
  - Dexamytrx – deksametazon + gentamycyna
  - Diprogenta – betametazon + gentamycyna
  - Garasone – betametazon + gentamycyna
  - Triderm – klotrimazol + gentamycyna + betametazon